# グレートキャノンI
グレートキャノンⅠは、1989年9月にSANKYOが発売した、センター役物の中に玉を前方に飛ばす発射台が3つあるパチンコ機のシリーズ名。
グレートキャノンⅠの1機種がある。

## 概要
貯留型の羽根モノタイプ。役物に砲台を取り入れた、玉を飛ばすアクションが特徴的な機種スペースキャノンⅠの改良機として登場したのが本機である。砲台の数も1つから3つまで増え、Vゾーンに向けて発射される割合も増えたので、前作スペースキャノンⅠの短所であったV入賞率の低さと継続率の低さが改善されている。通常時は、大砲は左右に動いており、ゲーム性にも大きく影響を与えている。センター役物は、上段と中段と、大砲のある下段に分かれており、役物内に拾われた玉は、下段にダイレクトに落ちる場合と、中段の奥に玉が入った後に3分割された発射装置によって打ち出されて、上段に打ち上げられた後に下段に落ちる場合がある。上段ステージ中央のレーンは溝があるのに加え、玉が中央に収束しやすくなるガードがある。中段ステージは前後に傾斜がつけられており、玉を役物手前、もしくは奥に振り分ける構造となっている。豪快なアクションが特徴的だが、役物の構造はシンプルである。
大当り時にいくつもの玉が宙に舞うという見せ場を持つ役物であるが、動作のメカニズムとしては大砲の左右往復運動と打ち上げ発射台のピストン上下運動のふたつだけである。—『パチンコ必勝ガイド2月号』p 81

V入賞となるコースはいくつかあり、一番確率が高いのは、役物奥中央の発射台に玉が乗った場合で、上段に打ち上げられた後に、そのまま真っ直ぐVゾーンに玉が導かれることが多い。勢いが良すぎて弾かれてしまうことや、左右の発射台の動きに邪魔されて外れることもあるが、Vゾーンへの入賞率は最も高い。もう一つのメインコースは、羽根に拾われた後にそのまま直接Vゾーンに入るコースである。他にも左右の発射台に玉がそれた時でも、大砲の動きによってはVゾーンに向かうこともある。いくつもの入賞コースがあるので、V入賞率自体が高いのが特徴である。

台ごとにクセがある機種は多いが、本機もクセの良し悪しの差が現れやすい機種であった。良いクセの台は、左右の発射台から玉が打ち上げられた場合でもVゾーンに向かいやすい台や、羽根に拾われた後に役物奥の発射台には向かわずに直接手前に転がり、そのままVゾーンに入ることが多い台などである。悪いクセの台は、玉が中央の発射台から打ち上げられて下段に配置されている大砲の動きに邪魔されずに落下してもVゾーンに入りにくい台である。

同時期に発売された機種として、同社から1989年に発売されたパワーフォークⅡやウォーリアーⅡなどがある。

## スペック
- グレートキャノンⅠ
  - 賞球数 ALL13
  - 大当たり最高継続 8R
  - 最大貯留 6〜7個

## 演出
本機の羽根はアタッカー式となっており、手前に開閉する動きを見せる。1チャッカーに入賞すると羽根が0.35秒1回開放され、2チャッカーに入賞すると羽根が0.45秒2回開放される。羽根に拾われた玉は、センター役物の中段から手前か奥へと導かれる。役物内奥に玉が入った場合は、すべて三連発射装置により打ち上げられる。羽根の裏側には三角形の障害物があり、玉が強く羽根に乗った場合は、この障害物が影響して勢いがなくなり手前から落下することが多くなる。手前から直接落下した玉はハズレ穴に向かうことが多いが、そのままVゾーンに入賞することもある。

役物下部のVゾーンは中央に配置されており、左右にはハズレ穴がある。Vゾーンの上には左右に往復する動きを繰り返す大砲があり、玉のV入賞を阻んでいる。この大砲は通常時も大当たり中も常に左右に動き続ける。

V入賞後の大当たり中には、羽根を7回開閉するまで玉を飛ばす発射台が停止して貯留装置となる。発射台付近に最大で6〜7個貯留することが可能になり、羽根開閉7回後に連続で発射台から貯留玉が打ち上げられる。発射台から玉が打ち上げられる動作を行なっている間は、羽根は開かない仕様となっている。役物内の玉がなくなるまでこの動作が続き、役物内の最後の玉が打ち上げられてから約3秒後に再び、残り12回の羽根開閉が始まる。発射台上部には通過センサーが取り付けられており、通常時もしくは大当たり後半にはセンサーが感知したらすぐにピストンが動くようになっている。玉は1つの発射台につき1個しか装填されない仕様となっている。発射台に入る玉は1個ずつだが、貯留個数に制限はなく、後から入ってきた玉は、貯留玉の上に乗り上げる形で貯まっていく。羽根開閉7回後は発射台に玉が装填されている限り連続で発射される。

## サウンドトラック
- 『The Pachinko Music from SANKYO Ⅱ』 キングレコード、1991年3月21日。KICA-1027。
  - BGMが収録されている。